# Smuglernes Overmand
Smuglernes Overmand er en amerikansk stumfilm fra 1916 af Oscar Apfel.

## Medvirkende
- William Farnum som Martin Cane.
- Hedda Hopper som Maida Rhodes.
- Wheeler Oakman som Jo Sprague.
- William Burgess som Sprague.
- Willard Louis som Rhodes.